# Erich von Siebenthal
Pour les articles homonymes, voir Von Siebenthal.
Erich von Siebenthal, né le 30 décembre 1958 à Gstaad (originaire de la même commune), est une personnalité politique suisse, membre de l'Union démocratique du centre (UDC). Il est député du canton de Berne au Conseil national de 2007 à 2023.

## Biographie
Erich von Siebenthal naît le 30 décembre 1958 à Gstaad , dans la commune de Gessenay, dont il est également originaire.
Il est paysan de montagne dans l'exploitation familiale de Gstaad.
Il a le grade d'appointé à l'armée.
Il est marié et père de trois enfants.

## Parcours politique
Il adhère à l'âge de 20 ans à l'UDC, par tradition familiale.
Il est député au Grand Conseil du canton de Berne de juin 2002 à novembre 2007.
Il est membre du Conseil national depuis 2007. Il est réélu à trois reprises, en 2011, 2015 et 2019. Il siège au sein de la Commission de gestion (CdG), qu'il préside de décembre 2019 à novembre 2021, et, jusqu'en 2019, de la Commission de la politique de sécurité (CPS). Arrivé à la limite des seize ans de mandat fixée par la section bernoise de l'UDC, il annonce en septembre 2022 ne pas vouloir solliciter une dérogation pour les élections fédérales d'octobre 2023.

## Positionnement politique
Il fait partie de l'aile modérée de son parti.